# Пятискатный повёрнутый бикупол
Пятиска́тный повёрнутый бику́пол — один из многогранников Джонсона (J31, по Залгаллеру — М6+М6).
Составлен из 22 граней: 10 правильных треугольников, 10 квадратов и 2 правильных пятиугольников. Каждая пятиугольная грань окружена пятью квадратными; каждая квадратная грань окружена пятиугольной и тремя треугольными; каждая треугольная грань окружена тремя квадратными.
Имеет 40 рёбер одинаковой длины. 10 рёбер располагаются между пятиугольной и квадратной гранями, остальные 30 — между квадратной и треугольной.
У пятискатного повёрнутого бикупола 20 вершин. В 10 вершинах сходятся пятиугольная, две квадратных и треугольная грани; в других 10 — две квадратных и две треугольных.
Пятискатный повёрнутый бикупол можно получить из двух пятискатных куполов (J5) — приложив их друг к другу десятиугольными гранями так, чтобы пятиугольные грани оказались повёрнуты относительно друг друга на 36°.

## Метрические характеристики
Если пятискатный повёрнутый бикупол имеет ребро длины {\displaystyle a}, его площадь поверхности и объём выражаются как
{\displaystyle S={\frac {1}{2}}\left(20+5{\sqrt {3}}+{\sqrt {25+10{\sqrt {5}}}}\right)a^{2}\approx 17{,}7710818a^{2},}
{\displaystyle V={\frac {1}{3}}\left(5+4{\sqrt {5}}\right)a^{3}\approx 4{,}6480906a^{3}.}